# 110295 Elcalafate
110295 Elcalafate este un asteroid din centura principală de asteroizi.

## Descriere
110295 Elcalafate este un asteroid din centura principală de asteroizi. A fost descoperit pe 25 septembrie 2001 la Observatorul Desert Eagle de William Kwong Yu Yeung. Asteroidul prezintă o orbită caracterizată de o semiaxă mare de 2,67 ua, o excentricitate de 0,07 și o înclinație de 2,3° în raport cu ecliptica.